# フィッツウィリアム・ヴァージナル・ブック
『フィッツウィリアム・ヴァージナル・ブック』（Fitzwilliam Virginal Book ）は、イングランドにおける鍵盤楽器の楽曲の筆写譜であり、エリザベス朝からジェームズ1世時代、すなわちルネサンス末期から初期バロックにかけての鍵盤楽曲の一次資料の一つである。曲集の名前は、この曲集を入手し、1816年にケンブリッジ大学に寄贈したフィッツウィリアム子爵にちなんでいる。この曲集はかつて『エリザベス女王のヴァージナル曲集』（Queen Elizabeth's Virginal Book）と呼ばれていたが、エリザベス1世がこれを所有したことはないと判明しているため、この呼称は放棄されている。それどころか、曲集全体の写譜者で元来の所有者が、カトリック信仰を理由に投獄されたフランシス・トレギアン（Francis Tregian the Younger）であった可能性もある。
当時の鍵盤楽曲集の多くは演奏者によって編纂されていた。他の例として、ウィル・フォースターのヴァージナル曲集（Will Forster's Virginal Book ）、クレメント・マチェットのヴァージナル曲集（Matchett's Virginal Book ）、ウィリアム・ティスデイルのヴァージナル曲集（Tisdale's Virginal Book ）、アン・クロムウェルのヴァージナル曲集（Anne Cromwell's Virginal Book）などが挙げられる。1612年に『パーセニア』（Parthenia ）が出版されるまで、当時のイングランドでこの種の曲集というものは出版されなかった。
収録作品の年代は、1562年ごろから1612年ごろまでの半世紀にまたがっており、ウィリアム・バード、ピーター・フィリップス、ヤン・ピーテルスゾーン・スウェーリンク、ジョン・ブル、ジャイルズ・ファーナビーらの作曲家が名を連ねている。収録曲数は298曲。当時の鍵盤楽曲の筆写譜の通例として、どの曲も特定の楽器は指定されてはいないが、ヴァージナル、チェンバロ、クラヴィコード、オルガンなど、当時の鍵盤楽器のどれでもよく演奏できる。収録曲はたいてい小品で、多くはひょうきんで印象深い題名がついている。ジャイルズ・ファーナビー作曲の《剣を収めてくれよ、ジェミー》（Put up thy Dagger, Jemy）、《新しいサ・フー》（The New Sa-Hoo）、《クォドリングの楽しみ》（Quodlings Delight）、リチャード・ファーナビーの《誰のためでもないジグ》（Nobody's Gigge）、ウィリアム・バード作曲の《お化け》（The Ghost）、《オックスフォード伯爵の行進曲》（The Earle of Oxford's Marche）、トマス・トムキンズ作曲の《ウスターのどんちゃん騒ぎ》（Worster Braules）、作者不詳の《パキントンの報酬》（Pakington's Pownde）、《アイルランドの憂鬱なダンス》（The Irishe Dumpe）などはその例である。ジャイルズ・ファーナビー編曲によるダウランドの《涙のパヴァーヌ》も収録されている。ジョヴァンニ・ピッキの《トッカータ》やオーランド・ギボンズの《パヴァーヌ》など、この曲集のみによって伝えられている作品も少なくない。
この曲集は当時は出版されず、個人蔵となっていた。1899年にブライトコプフ・ウント・ヘルテル社が、校訂報告つきで新たに出版譜を発表した。この版は権利が失効したため、ドーヴァー社などによって著作権切れの版が復刻され、廉価で購入できるようになった。